# Ambulyx thwaitesii
Ambulyx thwaitesii är en fjärilsart som beskrevs av Moore 1882. Ambulyx thwaitesii ingår i släktet Ambulyx och familjen svärmare. Inga underarter finns listade i Catalogue of Life.

## Bildgalleri

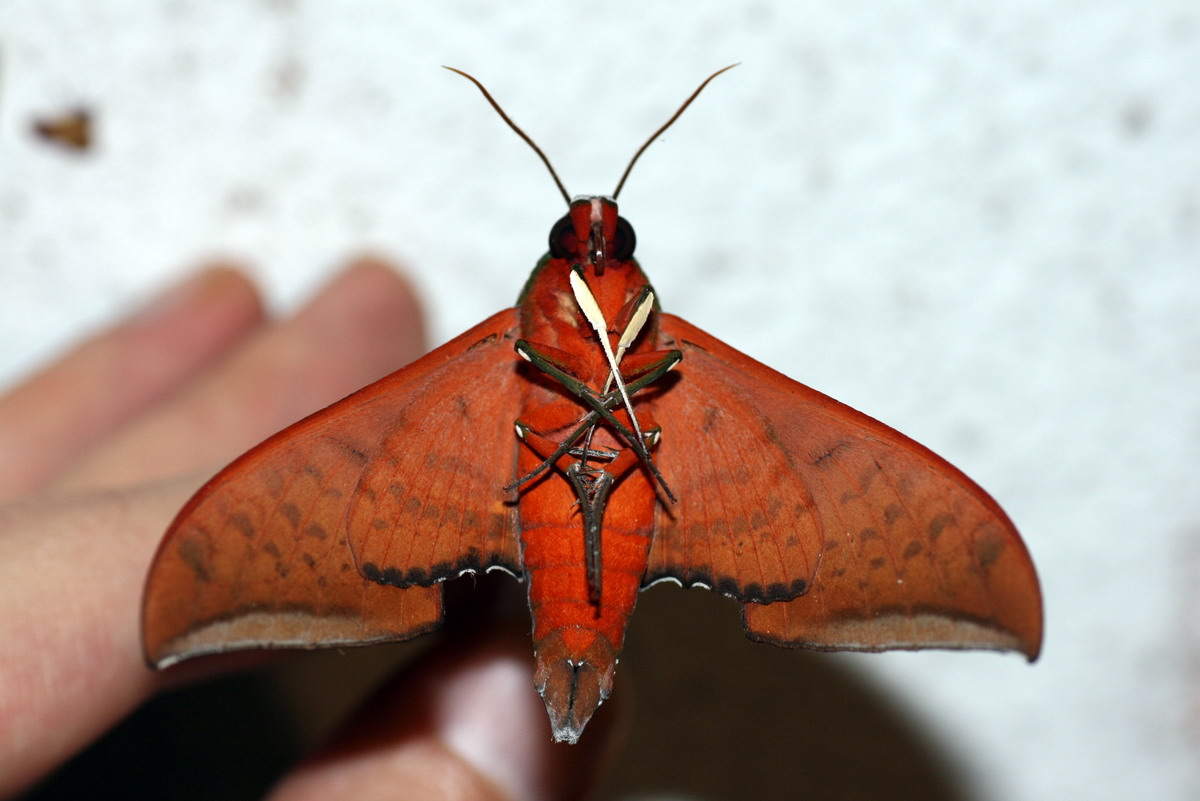
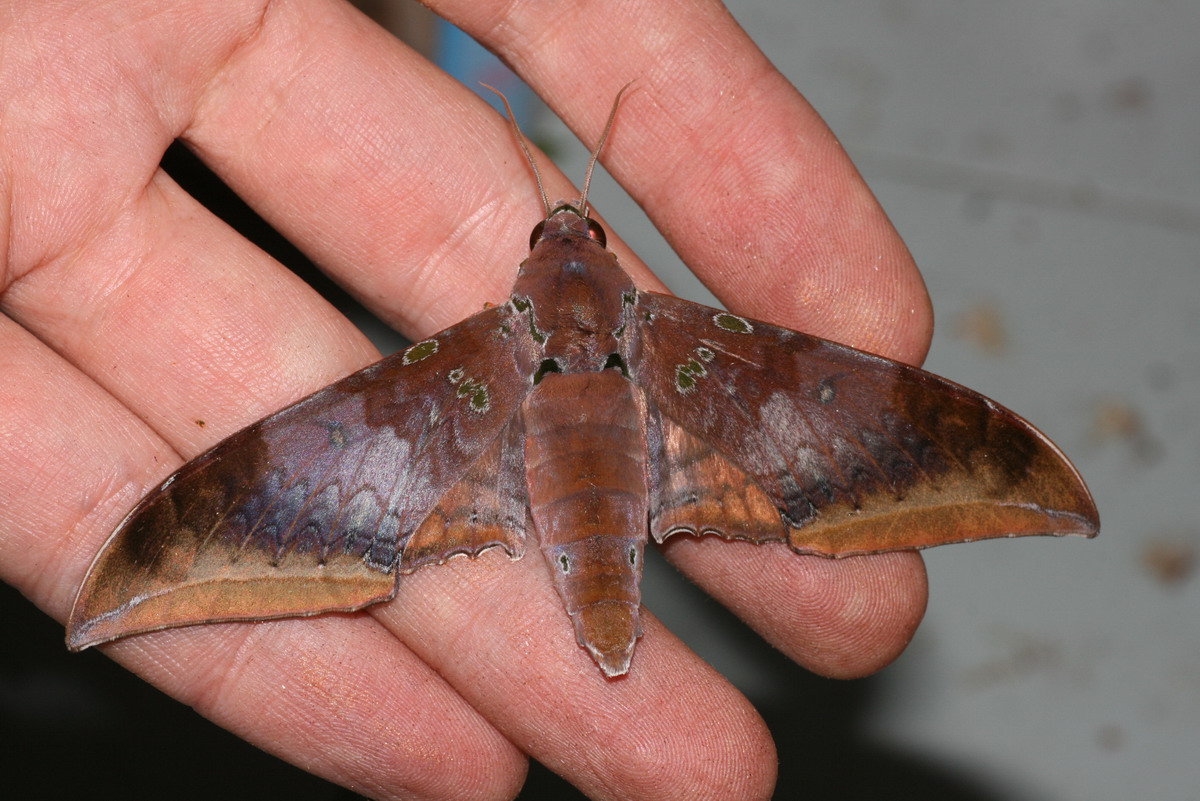
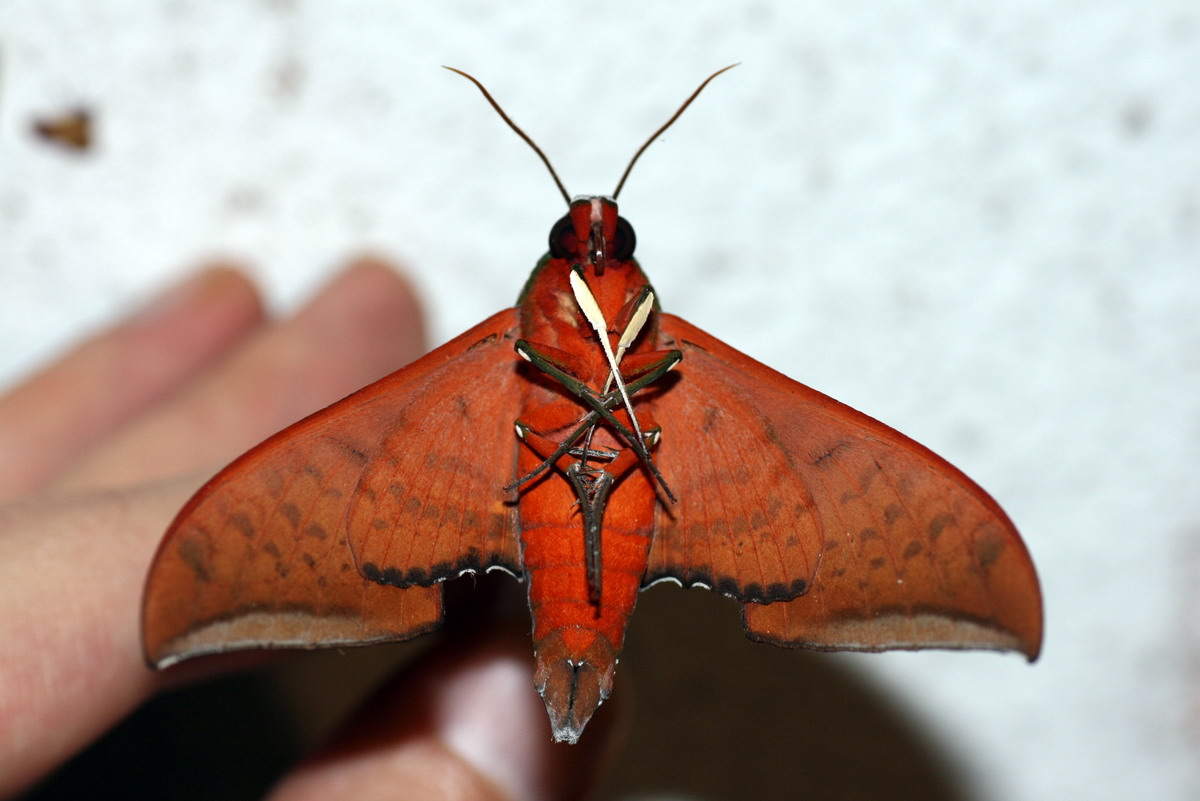
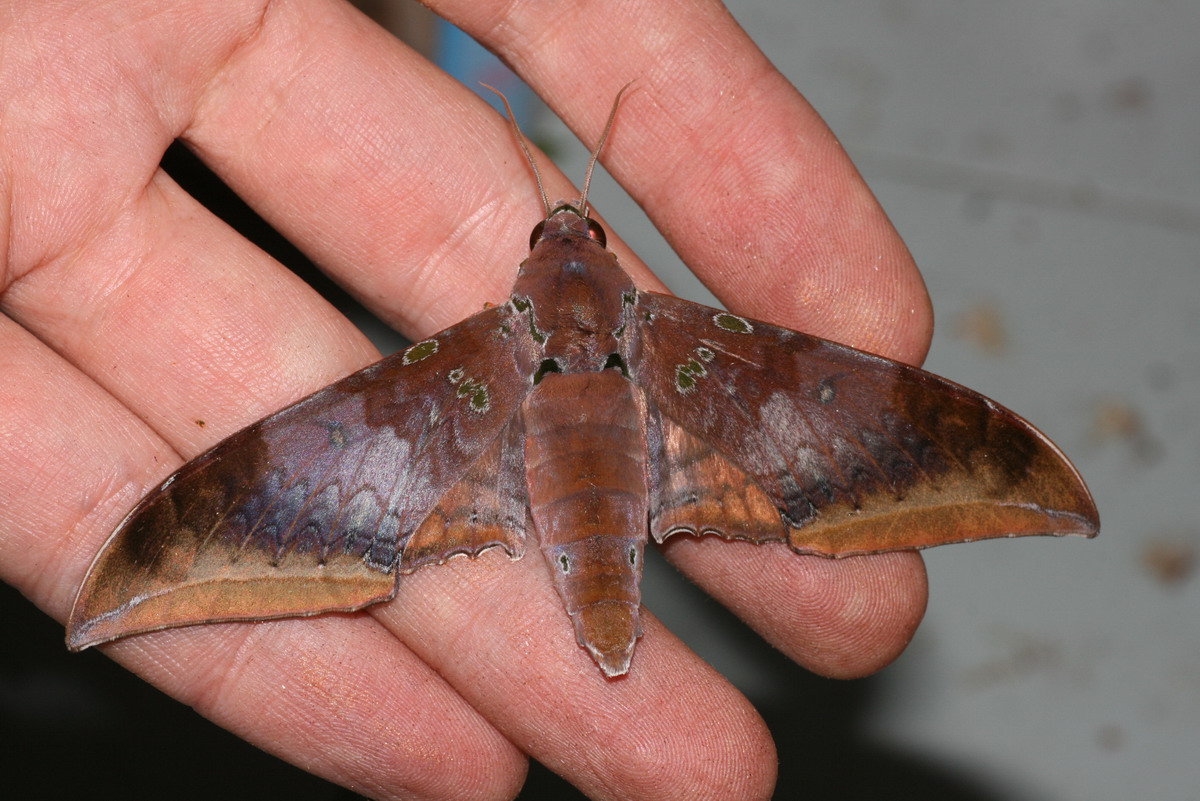